# Golmés
Golmés és un municipi de la comarca del Pla d'Urgell.
El poble de Golmés es troba emplaçat en una lleugera elevació topogràfica que assoleix la cota 276 sobre el nivell del mar dins de la comarca del Pla d'Urgell. Limita al nord amb el terme amb el de Vila-sana; a l'est, amb els de Castellnou de Seana i Vilanova de Bellpuig; al sud, amb el de Miralcamp i a l'oest amb el de Mollerussa, sent la seva extensió de 1600 hectàrees. El poble es divideix en tres zones: el nucli, on resideix la major part dels golmesencs; el Codís, una urbanització de caràcter industrial i residencial a la vegada; i finalment els Merlets, altra urbanització de caràcter residencial. Aquestes dues urbanitzacions es troben més pròximes al nucli de Mollerussa que al de Golmés, però això no afecta el fet que formen part del poble de Golmés.
També entre aquestes dues urbanitzacions es troba la discoteca BigBen Disco. Aquesta també, tot i ser més pròxima al nucli de Mollerussa, està al terme municipal golmesenc.

## Escut
Vegeu: Escut de Golmés
Escut caironat: de sable, un món creuat d'or cintrat de gules acompanyat al cap d'una estrella d'or de 6 puntes.
Per timbre una corona mural de poble.

## Geografia
- Llista de topònims de Golmés (Orografia: muntanyes, serres, collades, indrets..; hidrografia: rius, fonts...; edificis: cases, masies, esglésies, etc).

## Història
A grans trets, el que avui en dia coneixem com a plana d'Urgell va ser anomenat pels musulmans com el fahs Maxkijàn (pla del Mascançà). Aquest territori, en època califal estava ubicat dins del districte de Lleida. Des d'aquesta ciutat es va impulsar la repoblació musulmana del fahs Maxkijàn (pla del Mascançà), ja des dels inicis del segle x i encara en el segle xi. Emmarcat en el procés d'estructuració del territori, els musulmans a mesura que s'anaven assentant a la zona van anar organitzant el territori. Així, doncs, amplis territoris passaren a dependre de la ciutat més propera, que els havia de dominar, gestionar i controlar.
El comte de Barcelona va projectar l'expansió dels seus dominis vers la Lleida musulmana. D'aquesta manera trencava la unitat natural del Mascançà i aconseguia limitar la prolongació meridional del comtat d'Urgell.
El 1079, Ramon Berenguer II i Berenguer Ramon van confirmar la donació del castell d'Anglesola: "donamus vobis iam dictis castrum quod dicitur Angulariola, cum omnibus his rebus que sunt infra et extra sicut termini".
En aquest mateix document, els fills del comte de Barcelona –a més de la concessió del castrum d'Anglesola– atorguen a Berenguer Gombau també "Golmers": "Et similiter donamus vobis ipsos Golmers cum omnibus pertentibus sibi quocumque modo(...)". És a dir, fan donació de "Golmers" i de totes les seves pertinences. Aquest, demostra que Golmés s'erigia com a lloc de poblament, i possiblement era un enclavament fortificat.
En aquest sentit, un document d'aquell mateix any (1079) és bàsic per establir amb més precisió els límits del terme castral. Aquest incloïa, en una llista de preveres del bisbat de Vic, els diferents llogarrets que integraven el terme castral d'Anglesola: Alfandarella, Cidimon, Anglesola, Bellopodio, Miralcamp, Muluruza, Golmers, Palacio, Sancti Nicolai (desaparegut, només resta la partida de l'Hospitalet, al terme del Palau d'Anglesola), z'Albercs (també desaparegut, només en resta la partida dels Oberts dins del terme de Vila-sana, tocant al de Golmés), Castro Novo, Sesana i Oxafava (actual Vila-sana). Però no va ser fins al 1149 amb la conquesta de Lleida que trobem aquest territori plenament sota domini feudal.
Etimològicament "Golmers" prové de "Colomers" (amb la síncope de la "o" interna), segons Joan Coromines (1997), ja que en les setze mencions medievals del topònim citades per Coromines la forma "Golm-" amb "o" també és unànime (Coromines 1997). Probablement a Golmers hi havia una fortificació on se situa avui en dia el nucli antic del nucli urbà.
Golmés va ser part integrant de la Baronia de Bellpuig, pertanyent els seus senyors a la casa d'Anglesola. El 17 de novembre de 1139 es feu la donació de pujol Rubiol pel comte de Barcelona, Ramon Berenguer, als Anglesola. Berenguer Arnau d'Anglesola amb la creació de la Baronia de Bellpuig en passà a ser el primer baró. Els pobles que formaven l'antiga Baronia de Bellpuig eren: Sant Martí de Riu Corb, Vilanova de Bellpuig, Seana, Castellnou de Seana, Golmés, Bellpuig i les Quadres de Monparler, Mor i els Aixarders; ja en el segle xv, s'hi agregaren Utxafava, Linyola i La Cendrosa i els castells o partides de Belletester i Almassó.
Durant la segona meitat del segle xii, sabem que a Golmés hi havia un nucli de població perquè trobem documentada la vila i el seu terme en altres documents. És el cas, per exemple, de la donació que va efectuar Arnau Berenguer d'Anglesola a Arnau Rufaca i a la seva muller del lloc de Mollerussa (1157).
El 1182 Bernat d'Anglesola i la seva muller Elisenda, eren senyors d'Anglesola, Seana, Miralcamp, Utxafava (actual Vila-sana), Térmens, Sidamon, Vilanova (de Bellpuig?), Ivars, Mollerussa, Montmagastre, Corbins, Golmés, el Palau d'Anglesola, la Novella, Gerp, Ventoses, Alcoletge i Fondarella.
Finalment un dels fets més transcendentals d'aquesta època per a la formació del poble va ser quan Bernat d'Anglesola i la seva muller Sança van concedir la carta de població l'any 1204 a la vila de Golmés per tal d'incentivar a la gent a base d'àmplies franqueses.
La parròquia de Golmés consta en dues relacions de parròquies del bisbat de Vic del final del segle xi i la primera meitat del segle xii. El rector de Golmés, dins el deganat d'Urgell, contribuí amb 83 sous i 6 diners a la dècima papal del 1279 i amb 60 sous i 9 diners a la del 1280.
El 1310 el rei Jaume II confirma a Guillem IV d'Anglesola la jurisdicció sobre els pobles de Bell·lloc, Golmés, Castellnou i Vilanova.
Des de l'any 1329 el lloc de Golmés pertanyia a la vegueria de Tàrrega, la vila si bé estava sota la jurisdicció del senyor de la Baronia de Bellpuig, en alguns aspectes estava sotmesa a la jurisdicció reial per mitjà del veguer.
Durant el 1342 a Golmés hi havia comptabilitzats 94 focs, en el fogatge de 1350 hi havia 70 focs, i al del 1359/60 hi havia 24 focs.
Antigament a Golmés hi havia una capella dedicada a Sant Miquel, aquesta tenia fossar propi i durant molt de temps fou l'utilitzat per la gent del poble. La seva ubicació queda emmarcada a la part oriental del poble, fora del que era el recinte emmurallat. A partir del 1610 els difunts ja no es portaven en aquest fossar, sinó al fossar de l'església Major i a partir del 1644 en el cementiri de Sant Salvador, prop de l'església. Posteriorment es tornà a enterrar en l'antic de Sant Miquel, fins a la construcció del nou cementiri a la meitat del segle xix, emplaçat aquest a la part nord-oest del municipi, entre la carretera que mena a Vila-sana i la via del tren.
En el fogatge de 1515 Golmés tenia comptabilitzats 39 focs. En el fogatge de 1553 en tenia comptabilitzats 32, i en el del 1576 en tenia 35. El 1696 eren ja 64 focs.
El 1707 els francesos ocupaven Golmés sense cap mena de resistència, ja que el poble estava semi deshabitat davant l'arribada d'aquests. El 1748 era enderrocat l'antic temple medieval, amb la intenció de construir un temple més gran, la benedicció del nou temple d'estètica neoclàssica no es va poder fer fins al 1772.
El 1808 els francesos havien envaït el país, i el 1809 la tercera companyia del Terci de Lleida passà per Golmés. Durant el 1810 el poble va ser saquejat i l'arxiu del "comú" destruït.
El 1862 es feu realitat el canal d'Urgell, l'obra hidràulica més important de l'època al país, per la qual l'aigua va començar a arribar a tots els camps que fins llavors havien estat de secà a la plana d'Urgell. El 1863 es va donar a Golmés el primer reg provisional a 800 jornals de terra.

## Demografia
| 1497 f | 1515 f | 1553 f | 1717 | 1787 | 1857 | 1877 | 1887  | 1900  | 1910  |
| ------ | ------ | ------ | ---- | ---- | ---- | ---- | ----- | ----- | ----- |
| 35     | 39     | 32     | 80   | 251  | 908  | 948  | 1.053 | 1.155 | 1.324 |

| 1920  | 1930  | 1940  | 1950  | 1960  | 1970  | 1981  | 1990  | 1992  | 1994  |
| ----- | ----- | ----- | ----- | ----- | ----- | ----- | ----- | ----- | ----- |
| 1.453 | 1.407 | 1.377 | 1.395 | 1.267 | 1.251 | 1.274 | 1.273 | 1.275 | 1.275 |

| 1996  | 1998  | 2000  | 2002  | 2004  | 2006  | 2008  | 2010  | 2012  | 2014  |
| ----- | ----- | ----- | ----- | ----- | ----- | ----- | ----- | ----- | ----- |
| 1.276 | 1.275 | 1.336 | 1.431 | 1.443 | 1.560 | 1.661 | 1.685 | 1.741 | 1.734 |

| 2016  | 2018  | 2020  | 2022  | 2024  | 2026 | 2028 | 2030 | 2032 | 2034 |
| ----- | ----- | ----- | ----- | ----- | ---- | ---- | ---- | ---- | ---- |
| 1.835 | 1.864 | 1.855 | 1.893 | 1.916 | -    | -    | -    | -    | -    |

## Comunicacions
Per la part nord del municipi hi ha l'A-2 d'est a oest o viceversa, segons es vingui de Barcelona o des de Lleida. Per la part Sud del municipi hi ha l'antiga N-II que comunica Mollerussa amb Bellpuig. El ferrocarril travessa el municipi per la part nord i comunica Lleida amb Manresa.
Els municipis veïns se situen de la següent forma:
Per l'oest hi ha Mollerussa. Al nord-oest hi ha Vila-Sana. Pel nord-est hi ha Castellnou de Seana. Per l'est hi ha Vilanova de Bellpuig i pel sud sud-oest hi ha Miralcamp.

## Llocs d'interès
- Església Parroquial de Sant Salvador: Segle XVIII. Altar Major, obra de l'escultor Jaume Perelló.
- Cal Felip: Casa pairal que es troba al carrer Major i que és una de les cases més antigues del municipi.
- Nucli antic de Golmés: Antigues edificacions entre estrets carrers amb regust de temps passats.
- Creu de Terme: Enderrocada durant la Guerra Civil. Reemplaçada per una altra d'estil modernista –any 1969-, obra de l'escultor Modolell.